# Oskar Kindler
Oskar Kindler (ur. 3 października 1856 w Pabianicach, zm. 23 grudnia 1918 w Warszawie) – przemysłowiec, radca handlowy.

## Życiorys
W młodości ukończył gimnazjum w Łodzi. Następnie podjął studia na Politechnice Ryskiej, gdzie uzyskał dyplom inżyniera. Następnie odbył praktykę zawodową w Lipsku i Hamburgu. do Pabianic powrócił w 1878, jednocześnie podejmując pracę w fabryce swojego ojca, po którego śmierci został jej dyrektorem i kierował rodzinnym przedsiębiorstwem, wraz z bratem Juliuszem Kindlerem. Rodzeństwo rozbudowało przedsiębiorstwo, realizując nowe obiekty fabryczne przy ul. Zamkowej i Traugutta w Pabianicach. W 1897 Kindler wraz z Leopoldem Landauem oraz Emilem, Eugeniuszem i Ryszardem Geyerami został założycielem Łódzkiego Banku Kupieckiego S.A. powstałym w dawnym domu bankowym Wilhelma Landaua w Łodzi. W tym samym toku wybudował neorenesansowy pałac w Ksawerowie (tzw. pałac Oskara Kindlera). W 1900 Oskar Kindler został prezesem Towarzystwa Akcyjnego R. Kindlera, a przedsiębiorstwo na przełomie XIX i XX w. było jednym z czołowych wśród przedsiębiorstw przemysłu wełnianego w Królestwie Polskim.

### Działalność społeczna i polityczna
Oskar Kindler był w 1880 współorganizatorem pierwszej Ochotniczej Straży Pożarnej w Pabianicach, w której pełnił funkcję zastępcy komendanta, a w latach 1905–1910 był prezesem OSP w Pabianicach. W 1906 użyczył działkę na budowę sali i boiska dla Towarzystwa Gimnastycznego „Sokół”. Ponadto w swoim przedsiębiorstwie zapewniał robotnikom opiekę lekarską, organizując przyfabryczny szpital przy ul. Stefana Żeromskiego 20 w Pabianicach. W 1906 był współinicjatorem powstania szkoły realnej, jednocześnie zostając wybranym prezesem Rady opiekuńczej szkoły. Był współzałożycielem Sekcji Przemysłu Włókienniczego przy oddziale łódzkim Towarzystwa Popierania Rosyjskiego Przemysłu i Handlu w 1913, a także jednym z inicjatorów regionalnej sieci tramwajowej łączącej Pabianice z Łodzią i Zgierzem. W 1914 zaangażował się w działalność Głównego Komitetu Obywatelskiego, utworzonego w związku z ucieczką administracji carskiej w wyniku inwazji niemieckiej, w ramach którego Kindler działał w Komisji Taksacyjnej. Od 1915 był radnym Rady Miejskiej Pabianic. Oskar Kindler w trakcie I wojny światowej został wybrany przez radę miejską członkiem Rady Stanu Królestwa Polskiego, w której działał jako członek komisji Finansowo-Gospodarczej, Petycyjnej.
Po śmierci Kindlera, w 1925 firma „R. Kindler” ogłosiła upadłość, a w 1927 firma „F.Willey & Co. Ltd” oraz skarb państwa polskiego utworzyły w oparciu o zakłady Kindlera Spółkę Akcyjną Pabianickich Zakładów Włókienniczych.

### Życie prywatne
Oskar Kindler urodził się w rodzinie ewangelickiej, pochodzenia niemieckiego. Był synem Rudolfa Kindlera – pabianickiego fabrykanta, a także Ernestyny Luizy z domu Günter. Ożenił się ze Stefanią z domu Wagner, z którą miał trójkę dzieci: Stefana Kindlera, Helenę Hersową i Zofię Loth.
Zmarł w Warszawie, 23 grudnia 1918, w wyniku krótkiej, intensywnej choroby objawiającej się zapaleniem płuc – prawdopodobnie zmarł z powodu hiszpanki. Został pochowany na cmentarzu ewangelickim w Pabianicach.

## Zobacz
- Osobny artykuł: Niemcy w Pabianicach.